# Виола, Франка
Франческа Виола (итал. Francesca Viola), более известна как Франка Виола (итал. Franca Viola; 9 января 1947, Алькамо, провинция Трапани, Сицилия) — первая уроженка Сицилии, отказавшаяся от принудительного брака.

## Биография
Франка Виола родилась на Сицилии в семье мелких земельных арендаторов. Когда ей исполнилось пятнадцать лет, родители договорились о браке с Филиппо Мелодиа, сыном крупного землевладельца и мафиозо. Спустя некоторое время Мелодиа был обвинён властями в принадлежности к мафии и эмигрировал в Германию, а отец Франки Виолы решил расторгнуть брачное обязательство. Тем не менее через некоторое время Мелодиа вернулся на родину, отбыл короткое тюремное заключение и после освобождения заявил свои права на невесту.
Описанная ситуация основывалась на сицилийских обычаях: «fuitina» (бегство юных влюблённых с целью вынудить родителей согласиться на их брак) и так называемый «реабилитирующий брак» (matrimonio riparatore). Бедные семьи, не имевшие достаточно средств на приданое для дочери, зачастую прибегали к последнему как к средству избежать первого, заранее договариваясь о будущем браке. В случае с Франкой Виолой речь шла именно о «реабилитирующем браке».
26 декабря 1965 года отвергнутый жених со своими двенадцатью друзьями явился вооружённым в дом Франки Виолы, похитил её и восемь дней силой удерживал в сельском доме, принуждая к браку, но не добился успеха.
Этот случай получил всемирную известность благодаря информационному сообщению агентства Associated Press о женщине, бросившей вызов тысячелетней традиции на Сицилии, где похищение и изнасилование девушки веками оставалось надёжным способом заставить её вступить в брак, поскольку та считалась опозоренной и более не могла рассчитывать на брак с другим мужчиной. Тем не менее Франка пошла дальше и официально обвинила Мелодиа в изнасиловании, хотя в общественном мнении земляков обвинению подлежала как раз семья Виолы, которой угрожали в том числе и кровной местью за нарушение векового кодекса чести.
4 декабря 1968 года Франка Виола вышла замуж за Джузеппе Руиси (Giuseppe Ruisi). Супруги остались жить в Алькамо, в их семье появились трое детей.
Филиппо Мелодиа был осуждён на десять лет тюремного заключения и два года ссылки в Модене. В 1976 году вышел на свободу, вернулся к криминальной деятельности и в 1978 году был убит при невыясненных обстоятельствах выстрелом из сицилийского обреза лупара.
Указом президента Италии от 13 февраля 2014 года Франческа Виола награждена степенью Великого офицера ордена «За заслуги перед Итальянской Республикой».

## Отражение образа в культуре
Драматическая история Франки Виолы легла в основу сюжета фильма Дамиано Дамиани «Самая красивая жена», снятого в 1970 году (в главной роли — Орнелла Мути).